# Robert Longo
Robert Longo (* 7. ledna 1953 Brooklyn) je americký malíř, sochař a režisér. Studoval na Severotexaské univerzitě a roku 1972 získal stipendium ke studiu na Akademii krásných umění ve Florencii. Po návratu do USA začal studovat na Buffalo State College, kde v roce 1975 získal titul BFA. V osmdesátých letech režíroval několik hudebních videoklipů, například pro skupiny R.E.M. a New Order. Roku 1995 natočil celovečerní film Johnny Mnemonic. Je rovněž autorem několika obalů hudebních alb, například The Ascension (Glenn Branca, 1981) a Tim (The Replacements, 1985). Od roku 1994 je jeho manželkou německá herečka Barbara Sukowa. V roce 2014 byl oceněn newyorským kulturním zařízením The Kitchen.